# Granota porpra
La granota porpra (Nasikabatrachus sahyadrensis) és una espècie d'amfibi anur la qual va ser descoberta l'any 2003 en les Ghats Occidentals de l'Índia pels naturalistes S.D. Biju i Franky Bossuyt.
El nom científic deriva de la paraula sànscrita nasika (‘nas'), en grec batrachus (‘granota’) i Sahyadri, és una de les denominacions de les Ghats Occidentals. Està amenaçada per la pèrdua d'hàbitat a causa de la desforestació per a plantacions de cafè, cardamom i gingebre.
Mesura uns 7 cm de llarg i presenta una pigmentació violeta i ossos osificades com a adaptacions a hàbits excavadors. Anàlisi d'ADN va revelar que el grup germà d'aquesta espècie correspon al clade Sooglossidae, les quatre espècies del qual són conegudes com a granotes de les Seychelles.